# Edward F. Cline
Edward Francis Cline (Kenosha, 7 november 1892 – Hollywood, 22 mei 1961) was een Amerikaans regisseur.

## Loopbaan
Edward F. Cline begon zijn carrière als toneelacteur. In 1914 maakte hij zijn debuut op het witte doek. Hij werkte vanaf toen ook als scenarioschrijver voor de filmproducent Mack Sennett. In 1916 draaide hij zijn eerste speelfilm. Hij regisseerde gedurende zijn loopbaan 167 films. Hij is vooral bekend om zijn komedies met Buster Keaton en W.C. Fields. In 1951 ontwikkelde hij de televisiereeks Life with Buster Keaton.

## Filmografie (selectie)
- 1923: Circus Days
- 1923: Three Ages
- 1924: Captain January
- 1924: Little Robinson Crusoe
- 1924: Along Came Ruth
- 1925: The Rag Man
- 1925: Old Clothes
- 1927: Let It Rain
- 1927: Soft Cushions
- 1928: Ladies' Night in a Turkish Bath
- 1929: The Forward Pass
- 1930: In the Next Room
- 1930: Sweet Mama
- 1930: Leathernecking
- 1930: The Widow from Chicago
- 1930: Hook, Line and Sinker
- 1931: The Naughty Flirt
- 1931: Cracked Nuts
- 1932: Million Dollar Legs
- 1933: Parole Girl
- 1933: So This Is Africa
- 1934: Fighting to Live
- 1934: Peck's Bad Boy
- 1934: The Dude Ranger
- 1937: On Again-Off Again
- 1937: Forty Naughty Girls
- 1937: High Flyers
- 1938: Hawaii Calls
- 1938: Go Chase Yourself
- 1938: Breaking the Ice
- 1938: Peck's Bad Boy with the Circus
- 1940: My Little Chickadee
- 1940: The Villain Still Pursued Her
- 1940: The Bank Dick
- 1941: Never Give a Sucker an Even Break
- 1942: Private Snuffy Smith
- 1942: What's Cookin'?
- 1942: Private Buckaroo
- 1942: Give Out, Sisters
- 1943: Crazy House
- 1944: Hat Check Honey
- 1946: Bringing Up Father
- 1947: Jiggs and Maggie in Society